# Deportivo Anzoátegui
Deportivo Anzoátegui Sport Club – wenezuelski klub piłkarski z siedzibą w mieście Puerto La Cruz, leżącym w stanie Anzoátegui.